# Wunian Shenyou
Wunian Shenyou (chiń. 無念深有 pinyin Wúniàn Shēnyǒu; kor. 무념심유 Munyeom Simyu; jap. Munen Shinyū; wiet. Vô Niệm Thâm Hữu; ur. 1544, zm. 1627) – chiński mistrz chan z okresu odrodzenia buddyzmu chan niemający potwierdzenia przekazu Dharmy.

## Życiorys
Pochodził z powiatu Macheng w prowincji Hubei. W wieku 16 lat został mnichem. Rozpoczął wędrówkę po całych Chinach w poszukiwaniu wybitnych nauczycieli. Nigdzie jednak nie osiągnął oświecenia, co spowodowało iż często wpadał w depresję.
W 1579 r. został zaproszony do klasztoru Zifo w Longhu w pobliżu jego domu rodzinnego. Mniej więcej w tym samym czasie klasztor odwiedził Li Zhi i obaj się zaprzyjaźnili. Li Zhi rozumiał przyczynę depresji Wuniana i aby mógł on osiągnąć swój cel, zaczął zapraszać swoich przyjaciół intelektualistów.
Li Zhi zaprosił swoich przyjaciół aby spotkali Wuniana w góry Sima. Na tym spotkaniu był także mnich-uczony. Gdy wszyscy siedzieli w nocy, Li Zhi spytał: „Dlaczego czysty i pierwotny [umysł] nagle tworzy góry, rzeki i tę ziemię?” Jest to słynne zdanie ze zwoju 3 „Śūraṃgama Sūtra”. Po objaśnieniach uczonego mnicha, Li Zhi powiedział: „Wunianie, mógłbyś to wyjaśnić?” W chwili gdy Wunian już otworzył usta, Li Zhi pchnął go w kolano i powiedział „ni (dobrze)”. Wunian został nagle oświecony. Powrócił do Longhu, gdzie praktykował cichą medytację przez kilka dni i wszystko, czego się nauczył w ciągu swojego życia zniknęło całkowicie. Od tego czasu wszystkie jego wątpliwości i lęki odeszły na zawsze.
Lizhi przez długi czas nie uznawał oświecenia Wuniana i na spotkaniach przyjacielskich Wunian występował jako służący lub posłaniec.
W 1585 r. Li Zhi odesłał swoją rodzinę do Fujian i żył w klasztorze jako pustelnik. W 1588 r. przeniósł się do klasztoru i mieszkał w nim razem z uczniami Wuniana. W 1593 Wunian po zatargach z Li Zhim, opuścił ten klasztor i przeniósł się do klasztoru Fayan na górze Huangbo, która znajduje się w powiecie Shangcheng w prefekturze Runing w prowincji Henan.
Wunian musiał być wtedy bardzo wpływowym mistrzem chan, gdyż prowadził obfitą korespondencję z tak znanymi wówczas intelektualistami i literatami jak Li Zhi, Yuan Hongdao, Yuan Zhongdao, Jiao Hong i Zou Yuanbiao (1551–1624).